# Syed Faruque Rahman
Le Lieutenant Colonel Syed Faruque Rahman, décédé le 28 janvier 2010 était membre du premier régiment des Lanciers du Bengale des forces armées bangladaises. Il a été l'organisateur en chef de l'assassinat du Sheikh Mujibur Rahman, le président fondateur du Bangladesh le 15 août 1975.  Rahman a dirigé un groupe d'officiers subalternes de l'armée qui ont renversé le régime du cheikh Mujib et installé Khondaker Mostaq Ahmad à la présidence.

## Carrière
En 1974, Rahman a été chargé de récupérer des armes dans les districts de Demra (en), Munshiganj, Narayanganj et Narsingdi. Il avait vécu certaines choses qui l'avaient rendu critique à l'égard du gouvernement de la Ligue Awami du Bangladesh. En 1975, Rahman était major dans l'armée du Bangladesh. Il a parlé contre Sheikh Mujibur Rahman à ses collègues officiers de l'armée. Il leur a également dit que le président donnerait le Bangladesh à l'Inde et qu'il établirait une monarchie au Bangladesh. Lui et le Major Sultan Shahriar Rashid Khan ont discuté des moyens de destituer le Sheikh Mujib du pouvoir et ont demandé l'appui du Général de Brigade Ziaur Rahman. Zia a exprimé son incapacité à les soutenir et leur a demandé de faire ce qu'ils jugent nécessaire. Ils étaient soutenus secrètement par le ministre Khondaker Mostaq Ahmed, qui a été présenté à Rahman par le major Khandaker Abdur Rashid.Le 12 août 1975, il a discuté des plans avec ses collègues officiers lors de sa fête d'anniversaire de mariage au Officers Club, à Dhaka. Là-bas, les officiers finalisèrent le 15 août 1975 comme le jour où ils allaient lancer le coup d'État.
Le 14 août, Syed Faruque Rahman a rencontré le capitaine Abdul Aziz Pasha, le capitaine Bazlul Huda, le major Khandaker Abdur Rashid, le major Shariful Haque Dalim, le major S.H.M.B Noor Chowdhury, le major Shahriar Rashid Khan et le major Rashed Chowdhury. Selon le plan, Rahman commandait les tanks des Lanciers du Bengale Sheikh Mujibur Rahman a été tué dans sa maison par le capitaine Bazlul Huda et le major Noor le 15 août 1975. Immédiatement après l'assassinat, les officiers se sont rendus au bureau de la radio Bangladesh Betar, et ont installé Khondaker Mostaq Ahmed comme nouveau président du Bangladesh. Khondakar Mostaq a appelé les assassins Surja Santan (les fils courageux) et a adopté l'Ordonnance de 1975 sur l'immunité qui protégeait les assassins de poursuites judiciaires.
Rahman a été promu au grade de lieutenant-colonel et a occupé une position de pouvoir dans le nouveau régime jusqu'à ce qu'il soit renversé lors d'un contre-coup mené par des officiers pro-Mujib dirigés par le général Khaled Mosharraf, qui a chassé Khondaker Mostaq. Cependant, le 7 novembre 1975, le coup d'État perpétré par le lieutenant-colonel Abu Taher contre le Mosharraf a porté au pouvoir le général de division Ziaur Rahman qui avait été libéré par le major Mohiuddin Ahmed. Ziaur Rahman après avoir pris le pouvoir a nommé les assassins dans le corps diplomatique dans les postes étrangers à l'exception de Syed Faruque Rahman et de Sultan Shahriar Rashid Khan qui ont refusé d'accepter les postes diplomatiques. En 1979, le parlement bangladais du parti nationaliste bangladais de Ziaur Rahman a converti l'ordonnance d'immunité en un acte officiel du parlement. Faruque Rahman a été renvoyé de l'armée bangladaise pour son rôle dans les mutineries dans les cantons de Savar et de Bogra et envoyé à l'étranger. Les assassins ont été démis de leurs fonctions après avoir tenté de lancer un coup d'État contre Ziaur Rahman en 1980.
Après l'assassinat de Ziaur Rahman en 1981, Faruque Rahman est revenu à la politique active en fondant le Parti de la liberté du Bangladesh et en se présentant à la présidence contre le général Hussain Muhammad Ershad en 1986. Il a maintenu des liens avec le Front uni de libération de l'Assam, en Inde,.

### Procès et exécution
En 1996, la Ligue Awami, sous la direction de la fille du Sheikh Mujibur Rahman, Sheikh Hasina, remporte les élections générales et elle devient Premier ministre du Bangladesh. Sous la majorité de son parti, la loi sur l'immunité a été abrogée et une action en justice a été engagée pour le meurtre de Mujib et de sa famille. En août 1996, Rahman a été arrêté par la police du Bangladesh. En 1998, la Haute Cour de Dhaka a condamné à mort Syed Faruque Rahman. Après la défaite de la Ligue Awami aux élections législatives de 2001, le gouvernement du BNP de Begum Khaleda Zia a ralenti la procédure dans l'affaire Mujib. En octobre 2007, Rahman a interjeté appel devant la Cour suprême du Bangladesh. Après le retour au pouvoir de Sheikh Hasina en 2009, le procès a repris. Après le rejet par la Cour suprême du Bangladesh de l'appel à la clémence de Rahman, celui-ci a été exécuté avec d'autres complices le 28 janvier 2010,,.

## Vie privée
Le fils de Rahman, Syed Tareq Rahman, est l'un des dirigeants du Parti de la liberté fondé par lui.